# Julius Riccabona von Reichenfels
Julius Riccabona von Reichenfels (10. dubna 1835 Innsbruck – 24. dubna 1924 Gries) byl rakouský politik z Tyrolska, v 2. polovině 19. století poslanec Říšské rady.

## Biografie
Byl vnukem politika Felixe Adama Riccabony von Reichenfels. Julius studoval práva na Innsbrucké univerzitě. Roku 1858 získal titul doktora práv. Nastoupil pak na praxi do státní služby, později pracoval v advokátní kanceláři.
Roku 1865 byl zvolen do občanského výboru a roku 1866 do magistrátu města Innsbruck. Roku 1868 byl zvolen na Tyrolský zemský sněm, kde zasedal až do roku 1901. Patřil ke konzervativcům. V období let 1873–1877 a 1882–1895 byl rovněž členem zemského výboru. Zemský sněm ho koncem roku 1872 delegoval i do Říšské rady (celostátní parlament, volený nepřímo zemskými sněmy) za kurii venkovských obcí v Tyrolsku. Nesložil ale slib a jeho rezignace na mandát byla oznámena na schůzi 15. února 1873.
Roku 1876 převzal správu zemědělského hospodářství v Rotholzu. V letech 1882–1900 byl prvním prezidentem zemské zemědělské rady. Zasloužil se o rozvoj zemědělství v Tyrolsku a měl podíl na zřízení sítě venkovských spořitelen. Do roku 1910 zastával funkci ve vedení Raiffeisenverein v Tyrolsku. Roku 1898 byl povýšen do baronského stavu.